# Gina Laura

Logo als Buddelei im Februar 2007

Die GINA LAURA GmbH & Co. KG war ein Filialunternehmen im Bereich Damenoberbekleidung mit Sitz in Oldenburg (Oldenburg).
Das Unternehmen wurde 1977 als Großhandelsfirma unter der Firma Buddelei Mode GmbH & Co. KG gegründet; die erste Filiale wurde drei Jahre später eröffnet. Das Unternehmen verkauft inzwischen (Stand 2018) in über 200 Filialen Damenoberbekleidung der Eigenmarke Gina Laura. Im Jahr 2010 eröffnete der Online-Shop. Die Internationalisierung des Labels verlangte eine Abkehr von dem stark norddeutsch geprägten Namen Buddelei, und GINA LAURA wurde die Eigenmarke. Die Produktion der Kleidung erfolgt im Ausland; Bezugsquellen sind die marktüblichen Beschaffungsmärkte wie Europa und Asien, hier vor allem China.
Seit dem 1. Januar 2012 gehörte die Gesellschaft zur Popken Fashion Group.
2016 wurde der Sitz der Gesellschaft nach Rastede verlegt.
Während die Website gina-laura.com im Juli 2023 noch aktiv war, leitete die URL bereits im Oktober 2023 zu laurason.de weiter. Noch im Dezember 2023 war dort im Impressum die GINA Laura GmbH & Co. KG angegeben. In Österreich ist die weiterhin bestehende Gina Laura Österreich GmbH für die Website verantwortlich.
Im Januar 2024 wurde die GINA Laura GmbH & Co. KG offiziell aufgelöst. Die übergeordnete Gina Laura Verwaltungs GmbH wurde im September 2024 in Happy Size Connect GmbH umbenannt und fungiert seitdem als Betreiberin des Online-Shops happy-size.de.

## Geschäftszahlen
Die Gesellschaft war im Konzernabschluss der Popken Verwaltungsgesellschaft mbH, Rastede konsolidiert.